# Martin Schanche
Martin Schanche (1er janvier 1945 à Trondheim, Norvège) est un ancien pilote de rallycross norvégien. "Mister Rallycross" a été sacré six fois champion d'Europe de rallycross.

## Biographie
Martin Schanche a commencé à courir en 1972, à l'âge de 27 ans. En 1975, il obtient la médaille d'argent au championnat de Norvège de conduite sur glace. De 1976 à 2001, il est pilote de rallycross et obtient le titre européen en 1978, 1979, 1981, 1984, 1991 (sur une Ford RS200 de 650 chevaux) et 1995.
Il est le recordman du nombre de victoires à circuit de Lydden Hill (en), avec sept succès en 1982, 1985, 1987 et 1988, 1990 à 1992.
Martin Schanche est né à Trondheim, mais a grandi à Leirpollskogen dans la commune de Tana dans le comté du Finnmark. Il habite aujourd'hui Drøbak dans la commune de Frogn dans le comté d'Akershus, avec sa femme Birgit et leur fille Melissa. Il est conseiller municipal pour le Parti du Progrès (Fremskrittspartiet - Populiste).